# Фано Адријано
Фано Адријано (итал. Fano Adriano) је насеље у Италији у округу Терамо, региону Абруцо.
Према процени из 2011. у насељу је живело 214 становника. Насеље се налази на надморској висини од 752 м.

## Становништво
Према резултатима пописа становништва 2011. у општини је живело 354 становника.
| 1931. | 1936. | 1951. | 1961. | 1971. | 1981. | 1991. | 2001. | 2011. |
| ----- | ----- | ----- | ----- | ----- | ----- | ----- | ----- | ----- |
| 1.725 | 1.640 | 1.481 | 838   | 619   | 553   | 432   | 392   | 354   |